# Funny Farm
Funny Farm is een Amerikaanse filmkomedie uit 1988 onder regie van George Roy Hill.

## Verhaal
Andy heeft zijn baan als sportverslaggever opgezegd om op een boerderij in Vermont rustig een roman te schrijven. Hij en zijn vrouw Elizabeth hebben geen idee wat hun ginds te wachten staat. De problemen stapelen zich op en Andy's inspanningen om een roman te schrijven leiden tot niets. Dan wordt zijn vrouw een succesvol schrijfster van kinderboeken.

## Rolverdeling
| Acteur                | Personage                       |
| --------------------- | ------------------------------- |
| Chevy Chase           | Andy Farmer                     |
| Madolyn Smith         | Elizabeth Farmer                |
| Kevin O'Morrison      | Sheriff Ledbetter               |
| Joseph Maher          | Michael Sinclair                |
| Jack Gilpin           | Bud Culbertson                  |
| Caris Corfman         | Betsy Culbertson                |
| William Severs        | Redacteur                       |
| Mike Starr            | Crocker                         |
| Glenn Plummer         | Mickey                          |
| William Duel          | Oud personage                   |
| Helen Lloyd Breed     | Oude telefoniste                |
| Kit Le Fever          | Jonge telefoniste               |
| Dakin Matthews        | Marion Corey jr.                |
| William Newman        | Gus Lotterhand                  |
| Alice Drummond        | Ethel Dinges                    |
| Sarah Michelle Gellar | Elizabeth's student (onvermeld) |